# Jörg Michael
Jörg Michael (Dortmund, Njemačka, 27. ožujka 1963.) njemački je heavy metal-bubnjar.
Svirao je s raznim sastavima, među kojima su Running Wild, Rage, Grave Digger, Stratovarius i Mekong Delta. Također je surađivao s Axelom Rudijem Pellom. Treutačno svira u skupini Heavatar.
Smatra se jednim od najvažnijih i najutjecajnijih bubnjara power metala.[nedostaje izvor]

## Diskografija
Rage
- Reign of Fear (1986.)
- Execution Guaranteed (1987.)
- 10 Years in Rage (1994.)

Grave Digger
- The Reaper (1993.)

Running Wild
- Black Hand Inn (1995.)
- Masquerade (1995.)
- The Rivalry (1996.)

Stratovarius
- Episode (1996.)
- Visions (1997.)
- Destiny (1998.)
- Infinite (2000.)
- Elements Pt. 1 (2003.)
- Elements Pt. 2 (2003.)
- Stratovarius (2005.)
- Polaris (2009.)
- Elysium (2011.)

Heavatar
- All My Kingdoms (2013.)
- The Annihilation (2015.)

Mekong Delta
- Mekong Delta (1986.)
- The Music of Erich Zann (1988.)
- Toccata (1989.)
- Principle of Doubt (1989.)
- Dances of Death (1990.)
- Classics (1993.)

Axle Rudi Pell
- Wild Obsession (1989.)
- Nasty Reputation (1991.)
- Eternal Prisoner (1992.)
- The Ballads (1993.)
- Between the Walls (1994.)
- Black Moon Pyramid (1996.)
- Magic (1997.)
- Oceans of Time (1998.)
- The Ballads II (1999.)

Saxon
- Lionheart (2004.)